# دایانا دی‌گارمو
دایانا دی‌گارمو (به انگلیسی: Diana DeGarmo) (زاده ۱۶ ژوئن ۱۹۸۷) خواننده و بازیگر برادوی آمریکا است. او به عنوان نفر دوم از فصل سوم از سری مسابقات امریکن آیدل به‌شهرت رسید. در سن ۱۶ سالگی در حدود (۲ ٪) آرا (۱٬۳ میلیون رای) از ۶۵ میلیون رای را در امریکن آیدل را بدست آورد، دی‌گارمو جوانترین شرکت‌کننده پس از «جان استیونس» در میان فینالیست‌ها در فصل سوم بود.
او در فیلم انتقام وایات ارپ بازی کرده‌است.